# Rhinotropis purpusii
Rhinotropis purpusii är en jungfrulinsväxtart som först beskrevs av Townshend Stith Brandegee, och fick sitt nu gällande namn av J.R.Abbott. Rhinotropis purpusii ingår i släktet Rhinotropis och familjen jungfrulinsväxter. Inga underarter finns listade i Catalogue of Life.